# Kościół św. Maksymiliana Marii Kolbego w Gdyni
Kościół św. Maksymiliana Marii Kolbego w Gdyni – rzymskokatolicki kościół parafialny znajdujący się w Gdyni w dzielnicy Witomino. Wchodzi w skład dekanatu Gdynia - Śródmieście.

## Historia
- 15 lipca 1983 - w Gdyni Witominie ustanowiono ośrodek duszpasterski.
- 12 sierpnia 1984 - Biskup Marian Przykucki przekształcił ośrodek duszpasterski w parafię[1].
- 1988 - rozpoczęcie budowy świątyni według projektu Andrzeja Poźniaka.
- 1 kwietnia 1990 - abp Przykucki pobłogosławił kościół dolny.
- 11 sierpnia 1991 - w ścianę kościoła wmurowano kamień węgielny poświęcony przez Jana Pawła II. W uroczystości oprócz bp Przykuckiego uczestniczyli również biskupi Andrzej Śliwiński i Jan Bernard Szlaga.
- 5 sierpnia 1993 - poświęcono krzyż na wieżę kościelną.
- 19 listopada 1995 - poświęcono dzwony: „Maksymilian”, „Królowa Męczenników” i „Jan Paweł II”[2].
- 16 listopada 1997 - poświęcono kościół. Uroczystości przywodził abp Tadeusz Gocłowski w obecności biskupa pelplińskiego.